# Gordon Willis Williams
Gordon Willis Williams (* 19. März 1926 in Dublin; † 28. August 2010 in New Haven, Connecticut) war ein US-amerikanischer Klassischer Philologe.

## Leben
Williams studierte Classics (Klassische Philologie, Alte Geschichte und Archäologie) am Trinity College der University of Dublin, wo er 1947 den Bachelor- und 1948 den Mastergrad erlangte. Anschließend arbeitete Williams von 1948 bis 1951 als Assistant Lecturer am King’s College London, von 1951 bis 1953 als Lecturer am University College, Cardiff und von 1953 bis 1962 als Fellow and Tutor in Classics am Balliol College der University of Oxford. Hier absolvierte er 1953 ein zweites Master-Studium.
Ab 1963 war Williams Professor of Humanity an der University of St Andrews in Schottland. Seine Forschungs- und Lehrtätigkeit führte ihn auch ins Ausland: 1969 war er Gastprofessor an der University of Indiana, im Jahr 1972/1973 Sather Professor an der University of California, Berkeley. 1974 folgte Williams einem Ruf an die Yale University, wo er bis zu seiner Emeritierung als Thacher Professor of Latin Literature wirkte.
Williams beschäftigte sich mit der römischen Dichtung (besonders Horaz und Vergil) und der ihr zugrunde liegenden Kultur.

## Schriften (Auswahl)
- Tradition and Originality in Roman Poetry. Clarendon Press, Oxford 1968.
- The third book of Horace’s „Odes“. Edited with translation and running commentary. Clarendon Press, Oxford 1969, ISBN 0-19-912001-3.
- The Nature of Roman Poetry (= Oxford Paperbacks University Series. Bd. 49). Oxford University Press, Oxford 1970, ISBN 0-19-888049-9 (Verkürzte und vereinfachte Version von Tradition and Originality in Roman Poetry. 1968).
- Horace (= Greece & Rome. New surveys in the classics. Bd. 6, ISSN 0533-2451). Clarendon Press, Oxford 1972
- Change and Decline. Roman Literature in the Early Empire (= Sather Classical Lectures. Bd. 45). University of California Press, Berkeley CA u. a. 1978, ISBN 0-520-03333-7.
- Figures of Thought in Roman Poetry. Yale University Press, New Haven CT u. a. 1980, ISBN 0-300-02456-8.
- What is happening to interpretation of Virgil’s Aeneid? (= Todd Memorial Lecture 9th). University of Sydney, Sydney 1982, ISBN 0-86758-069-0.
- Technique and Ideas in the Aeneid. Yale University Press, New Haven CT u. a. 1983, ISBN 0-300-02852-0.